# 朱世慧
朱世慧（1947年—），汉族，中华人民共和国京剧表演艺术家、政治人物，湖北省文联副主席、湖北省京剧院院长，第十一届全国政协委员。

## 生平
2008年，当选第十一届全国政协委员，代表文化艺术界，分入第二十八组。